# Flurin Caviezel
Flurin Caviezel (ur. 19 października 1934 w Luven, zm. 8 grudnia 2008 w Chur) – szwajcarski pisarz tworzący w języku romansz. Prowadził wykłady na uniwersytecie w Luven, był redaktorem magazynu Dun da Nadal.

## Twórczość
- Mia primavera (1958).
- Strolis e striuns (1979).
- Tema per Pauli 1981.
- ... da cuolm 1984.